# Harm Broekema
Harm Everts Broekema (Schildwolde, 28 januari 1850 - aldaar, 8 januari 1933) was een Nederlandse burgemeester.

## Leven en werk
Broekema werd in 1850 in Schildwolde geboren als zoon van het landbouwersechtpaar Evert Harms Broekema en Trientje Geerts Kuiper. Broekema was evenals zijn vader en moeder landbouwer. In 1883 werd hij gemeenteraadslid van Slochteren. In 1893 werd hij gekozen tot wethouder van Slochteren. Op 15 juli 1895 volgde hij Jan Hero Kolk op als burgemeester van Slochteren. Hij zou deze functie exact dertig jaar vervullen, per 15 juli 1925 kreeg hij op zijn verzoek, op 75-jarige leeftijd, eervol ontslag verleend als burgemeester. Tijdens zijn burgemeesterschap kreeg Slochteren in 1907 een nieuw gemeentehuis. Naast burgemeester was hij voorzitter van het waterschap Duurswold. Hij zette zich in voor de Woldjerspoorwegmaatschappij, waarvan hij commissaris was. Door het realiseren van deze spoorlijn kreeg Slochteren een railverbinding met de stad Groningen. Broekema was ridder in de Orde van Oranje-Nassau.
Broekema woonde eerst op boerderij Hooghammen bij Overschild en later in de villa aan de Hoofdweg in Schildwolde, op de plaats waar het landhuis Schattersum en de villa Wychgelsheim tot in de 19e eeuw hebben gestaan.
Broekema trouwde op 26 oktober 1874 te Ten Boer met Klasiena Groeneveld, dochter van een landbouwer uit Sint-Annen. Hij overleed in januari 1933 op 82-jarige leeftijd in zijn woonplaats Schildwolde